# Лафлеш

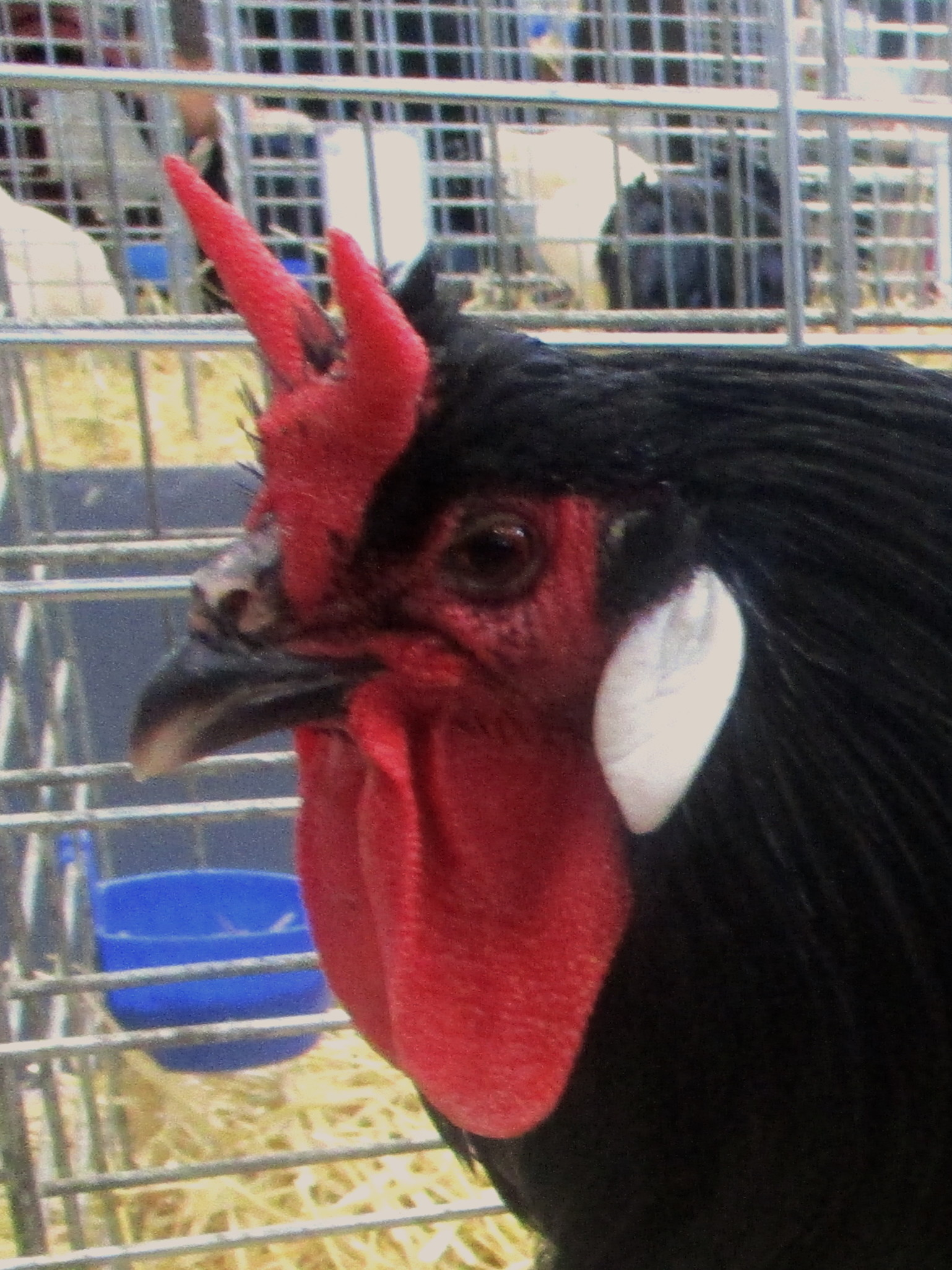
Петух породы ла флеш

Лафлеш , ла флеш, ла-флеш или флешская (фр. La Flèche) — порода кур мясо-яичного направления продуктивности, одна из самых популярных во Франции. Благодаря блестящему чёрному оперению и гребню в виде рожек получила прозвище «птица (курица) дьявола».
Порода возникла в XV веке в Северной Франции, вероятно, от пород полвера, доркинг и северофранцузских бойцовых кур. Впервые описана в 1580 г. С XVII века разведение сконцентрировано в районе Ла-Флеш. В период Второй мировой войны порода почти полностью исчезла, восстановлена с 1949 при использовании аугсбургских кур. По другим данным, использовались кревкёр и средиземноморские породы - испанская или минорка.
Очень характерным обликом порода обязана V-образному «рогатому» гребню, образованному двумя валиками одинаковой длины с вертикально стоящими закруглёнными кончиками. Высота «рожек» у петуха 2-3 см, у курицы 1-2 см. Несколько перьев позади гребня образуют маленький хохолок, большой хохол стандартом не допускается. На спинке клюва имеется «седло» в форме подковы с мясистой бородавкой, ноздри выступающие. Мочки ушей большие, ярко-белые. Серёжки длинные, свисающие. Глаза красно-жёлтые. Голова довольно длинная, выражение злобное.
Птица с выпрямленным объёмным корпусом, высокая. Спина широкая и слегка покатая, плечи сильные, крылья длинные, высоко поставленные. Шея достаточно длинная, поставлена очень высоко. Грудь и живот хорошо наполненные. Ноги длинные, перьев на плюснах нет. Хвост умеренного размера.
Окрасы чёрный, белый, жемчужно-серый, голубой окаймлённый, ястребиный.
Масса петуха 3-4 кг, курицы 2,5-3,5 кг. Яйца крупные, скорлупа белая, кремовая или розоватая, яйценоскость хорошая. Порода ценится за крупные части белого мяса (грудь) и нежное мясо даже у двухлетних петухов.
Птицы созревают медленно, хорошо кормятся на свободном выгуле, но хорошо летают и стремятся взлететь на деревья, если их не ограничивать. На кладки садятся редко.
Карликовый лафлеш с аналогичной внешностью выведен в 1960-х годах. Масса петуха 0,9 кг, курицы 0,8 кг.